# Welsh International 2004
Die Welsh International 2004 im Badminton fanden vom 2. bis zum 5. Dezember 2004 in Cardiff statt.

## Medaillengewinner
| Disziplin    | Gold                                         | Silber                           | Bronze                             |
| ------------ | -------------------------------------------- | -------------------------------- | ---------------------------------- |
| Herreneinzel | Nathan Rice                                  | Toby Honey                       | Simon Hardcastle                   |
| Herreneinzel | Nathan Rice                                  | Toby Honey                       | John Moody                         |
| Dameneinzel  | Petya Nedelcheva                             | Susan Hughes                     | Jill Pittard                       |
| Dameneinzel  | Petya Nedelcheva                             | Susan Hughes                     | Anna Rice                          |
| Herrendoppel | Ruben Gordown Khosadalina Aji Basuki Sindoro | Chris Langridge Robin Middleton  | Matthew Hughes Martyn Lewis        |
| Herrendoppel | Ruben Gordown Khosadalina Aji Basuki Sindoro | Chris Langridge Robin Middleton  | Stephen Foster Carl Goode          |
| Damendoppel  | Petya Nedelcheva Yuan Wemyss                 | Katie Litherland Julie Pike      | Katie Howell Kate Ridler           |
| Damendoppel  | Petya Nedelcheva Yuan Wemyss                 | Katie Litherland Julie Pike      | Kerry Ann Sheppard Joanna Sullivan |
| Mixed        | Matthew Hughes Kelly Morgan                  | Chris Langridge Caroline Westley | Aqueel Bhatti Katie Litherland     |
| Mixed        | Matthew Hughes Kelly Morgan                  | Chris Langridge Caroline Westley | Paul Le Tocq Kerry Ann Sheppard    |